# Локшин, Вячеслав Нотанович
Орден Барыс I степени.
Вячеслав Нотанович Локшин  — казахстанский акушер-гинеколог, репродуктолог, ученый, преподаватель, общественный деятель.
Доктор медицинских наук, профессор, академик Национальная академия наук Казахстана, академик РАМТ (Российская академия медико-технических наук), президент Казахстанской ассоциации репродуктивной медицины (КАРМ), генеральный директор Международного клинического центра репродуктологии "PERSONA" (Казахстан, Алматы), президент Международной академии репродуктологии (МАР), главный внештатный репродуктолог МЗ РК,  член Национального совета по науке и технологиям при президенте Республики Казахстан.

## Биография
Родился 19 ноября 1958 г в Алма-Ате. В 1976 г. закончил алма-атинскую среднюю школу № 35 с золотой медалью. В том же году  поступил на лечебный факультет Алма-Атинского  государственного  медицинского  института  (ныне Казахский национальный медицинский университет имени С. Д. Асфендиярова), который с отличием закончил в 1982 году.
В 1989 г. защитил диссертацию на тему  «Формирование групп риска по развитию крупного плода и разработка основ его профилактики» на соискание ученой степени кандидата медицинских наук в Омском государственном медицинском институте им. М. И. Калинина, ныне Омский государственный медицинский университет.
В 2005 г. защитил докторскую диссертацию в Санкт-Петербургская государственная медицинская академия имени И. И. Мечникова на тему « Научное обоснование современных организационных форм улучшения репродуктивного здоровья женщин (на материале Республики Казахстан)» по специальностям «Общественное здравоохранение» и «Акушерство и гинекология».
Диссертация В. Н. Локшина являлась  первым и более 20 лет  единственным исследованием в области репродуктивной медицины в Казахстане. В 2010 г. присвоено звание профессора. Академик Российской академии медико-технических наук (РАМТ) с 2007 года. С 2013 г. член-корр., с 2020 г. действительный член Национальной академии наук Казахстана. В 2023 г. избран членом Президиума НАН РК.
26 июня 2024 г избран академиком НАН РК при Президенте  РК.  В феврале 2025 г. избран Председателем Отделения наук о жизни и здоровье НАН РК при Президенте РК.
С 2008 года — президент Казахстанской ассоциации репродуктивной медицины (КАРМ), президент ежегодных международных конгрессов КАРМ.

## Профессиональная деятельность
- С 1983 по 1996 гг. работал на кафедре акушерства и гинекологии лечебного факультета АГМИ стажёром-исследователем, ассистентом, доцентом. В 1989 г. заместитель декана  лечебного факультета.
- С 1996 по 2007 гг. — заместитель директора по научной работе Алма-атинского городского центра репродукции человека.
- С 2000 г. по 2016 г. - директор ТОО  «Центр ЭКО».
- С 2008 года по 2016 г. — ректор Института репродуктивной медицины.
- С 2016 г. — руководитель Международного центра клинической репродуктологии PERSONA.
- с 2016 г. — президент Международной Академии репродуктологии (МАР)

В. Н. Локшин — член Национального научного Совета при Правительстве РК (2017-2023 гг.), член Общественного Совета МЗ РК (2017—2020 гг.), внес весомый вклад в разработку нормативных и законодательных актов в сфере репродуктивной медицины в Республике Казахстан. 
Член Совета директоров АО Казахский национальный медицинский университет им. С. Д. Асфендиярова, НИИ акушерства, гинекологии и перинатологии МЗ РК (2019-2021), ЗАО Научного центра урологии, с 2021 г. главный внештатный репродуктолог МЗРК. С 2023 г председатель Наблюдательного совета Республиканского  научного центра развития здравоохранения им.Салидат Каирбековой https://nrchd.kz/ru/2017-03-12-15-41-03/ob-rtsrz
С апреля 2024 член  Национального совета по науке и технологиям при Президенте Республики Казахстан.
В 2012—2014 гг. являлся председателем совета директоров Национального научного центра материнства и детства (Астана).
С 1994 г. по 2017 г.- Генеральный  директор представительства фармацевтической компании IPSEN (Франция) в Республике Казахстан, странах Средней Азии и Кавказа.
В 1999 г. был избран президентом Ассоциации представительств фармацевтических фирм в РК, а с 2012 г. — президентом Ассоциации международных фармацевтических производителей.
Указом президента РК награждён орденом «Кyрмет» (2018), медалью «Ерен еңбегі үшін» (2013), в 2021 году медалью «Народная благодарность» (каз.Халық алғысы). В 2024 году награждён орденом «Барыс» I степени.
- 2015 — Медаль «20 лет Ассамблеи народа Казахстана»
- 2020 — Медаль 25 лет Ассамблеи народа Казахстана»
- МОН РК (Нагрудный знак «За заслуги в развитии науки Республики Казахстан»(2020 г.)
- 2021 — присуждена премия «Призвание-Лучшим врачам России».
- награждён ведомственными наградами МЗ РК -  Денсаулық сақтау ісіне қосқан үлесі үшін", "Денсаулық сақтау ісінің үздігі" («Отличник здравоохранения», «За заслуги в здравоохранении»).

## Научная работа
- В. Локшиным опубликовано более 370 научных работ. Среди них — Учебные пособия, методические рекомендации, монографии, статьи.
- Автор 7 патентов на изобретение.  Член Европейского общества репродукции человека и эмбриологии (ESHRE)[4] и ASRM ( Американской ассоциации репродуктивной медицины), член Президиума НАН РК.
- В 2021 году в соавторстве с Ш.Карибаевой опубликовал научный роман «Пять минут, или Технология счастья», ЭКСМО, Москва. Роман был трижды переиздан, переведен на казахский и узбекский языки.

В 2021 году в соавторстве с Л. Г. Кругляк вышла научно-популярная книга
«Мы ждём ребёнка».
Издательство: Крылов, 2021 г.
Серия: Медицина XXI века-, 383 с.
- В. Н. Локшин — один из создателей школы практических врачей, работающих в области репродуктивной медицины в Республике Казахстан. Подготовил 5 кандидатов и 1 доктора медицинских наук,  2 доктора PhD, 9 магистрантов. Под его руководством выполняются 14 PhD диссертаций.
- В. Н. Локшин — главный редактор научно-практического журнала «Репродуктивная медицина», член редколлегии ряда медицинских журналов в России (среди которых — «Акушерство и гинекология», «Проблемы репродукции», «Ремедиум», «Консилиум», «Status presense», "Акушерство, Гинекология и Репродукция»,«Российский вестник акушера-гинеколога"; в Республике Беларусь - главный редактор журнала  "Охрана материнства и детства»,  в Украине («Репродуктивная эндокринология», а также в Республике Казахстан.
- Ведёт научно-популярный видеоблог «Территория здоровья» на канале exclusive.kz

## Основные работы
- Бесплодие и вспомогательные репродуктивные технологии. 216 с., Алматы, 2005. Под редакцией В. Н. Локшина и Т. М. Джусубалиевой.
- Оценка эффективности проведения внутриматочных инсеминаций в естественном и стимулированном циклах. «Репродуктивная медицина». 2014, №-2 (18-19). с.19-23.
- Эффективность проведения преимплантационного генетического скрининга анеуплоидии методом FISH после биопсии бластомера или трофэктодермы. «Репродуктивная медицина», 2014, 3-4 (20-12), с.48-54
- Вспомогательные репродуктивные технологии в комплексном лечении бесплодия в республики Казахстан. Журнал «Вестник Уральской Медицинской Академической Науки». Екатеринбург 2013, с.20-23.
- The frequency of clinical pregnancy and implantation rate after cultivation of embryos in a medium with granulocyte macrophage colony — stimulating factor (GM-CSF) in patient with preceding failed attempts ART" «Gynecological Endocrinology» Volume 30, number S1, October 2014, с. 9-13.
- Патогенетические особенности эндогенной интоксикации при интраоперационных временной окклюзии общих подвздошных артерий. журнал «Вестник новогородского государственного университета имени Ярослава Мудрого» С. 14-17.
- Клиническая практика в репродуктивной медицине: К 49, руководство для врачей. Алматы, MedMedia Казахстан, 2015.- 416с., ISBN 978-601-80151-6-8. Под редакцией В. Н. Локшина и Т. М. Джусубалиевой.
- The problem of hormonophobia in the practice of obstetrician-gynecologists in Kazakhstan. Gynecological Endocrinology.-2015; Volime 31(S1);-p. 39-41 DOI: 10.3109/09513590.2015.1086505 (V.N.Lokshin, N.N.Kobzar)
- Фармакология антимикробных средств.- Учебное пособие. — Алматы: Литер принт. Казахстан, 2016. 784С. Т. А. Муминов, М. Е. Кулманов, В. Н. Локшин, С. А. Амиреев.
- Основы фармакотерапии инфекционных заболеваний. — Учебное пособие.-М: OOO "Группа Ремедиум"Москва, 2016 г.-784 с. А. А. Ишмухаметов, Т. А. Муминов, В. Н. Локшин
- Современные аспекты сохранения репродуктивной функции у онкологических больных. Журнал «Онкология и радиология Казахстана».-2017.-N 2.-с.25-29. В. Н. Локшин. М. В. Киселева, Ш. К. Карибаева, И. В. Малинова, Е. В. Комарова, К. В. Чудаков
- Основы молекулярной биологии (курс лекций) Печатн. Второе издание, исп.и допол. Под ред. Т. А. Муминова, Е. У. Куандыкова, М. Е. Кулманова, В. Н. Локшина, -Алматы.: «Литерпринт»2017.-556 с.- Т. А. Муминов, Е. У. Куандыков, М. Е. Кулманов, В. Н. Локшин
- Clinical and immunological parallels in pregnancy loss. Gynecological Endocrinology,2017/- 33:sup1, 5-7, DOI:10.1080/09513590.2017.1404238 N. M. Mamedaliyeva, A. M. Kurmanova, V. N. Lokshin, G. M. Kurmanova,S. Sh. Issenova
- Pregnancy in women after successful acromegaly treatment, including surgical removal of pituitary adenoma and postoperative therapy using lanreotide acetate. Gynecological Endocrinology, 33:sup1, 50-51, DOI: 10.1080/09513590.2017.140424 Daniyar Teltayev, Serik Akshulakov,Nurzhan Ryskeldiev,Khalit Mustafin & Lokshin Vyacheslav.
- Возможности PGS в преодолении влияния возраста на результаты ВРТ. Журнал «Репродуктивная медицина». Алматы.-2017-№ 4 (33).-с.20-23- Валиев Р. К., Локшин В. Н., Карибаева Ш. К., Малик А., Рыбина А. Н.,Нигметова К. Т., Уразымбетова К. А.
- Бесплодный брак: версии и контарверсии. Радзинский Виктор Евсеевич, Локшин Вячеслав Натанович, Оразов Мекан Рахимбердыевич и др. Редактор: Радзинский Виктор Евсеевич Издательство: ГЭОТАР-Медиа, 2020 г.
- Пять минут, или Технология счастья. Научный роман.-В. Н. Локшин, Ш. К. Карибаева., Издательство ЭКСМО, Москва, 2021, 272 С. /ISBN :978-5-04-118335-6
- Практическая репродуктология / Коллектив авторов под редакцией  академика  НАН РК В.Н. Локшина/.-  Алматы: KazMedPrint, 2023. - 386 с.